# Relaxáció

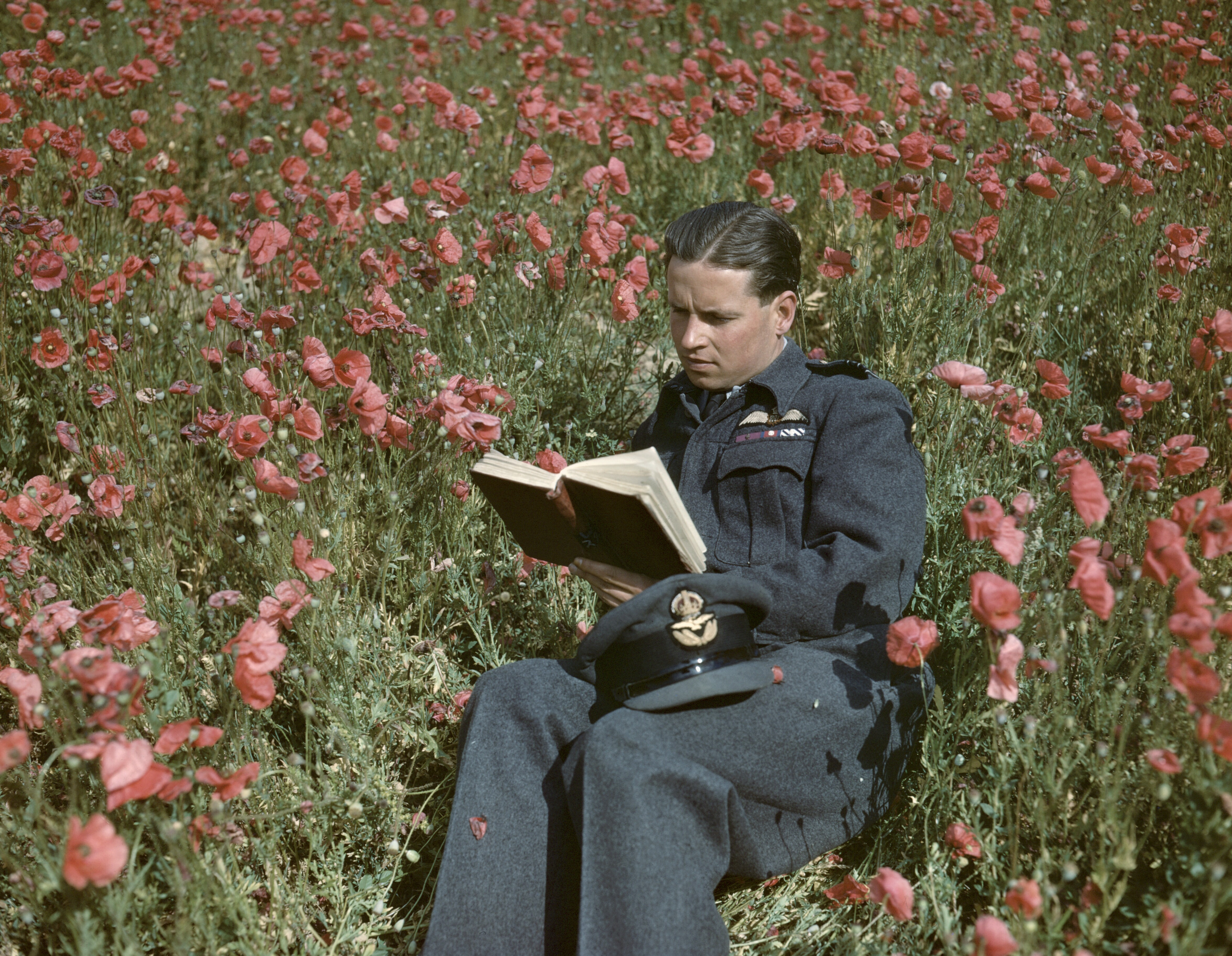
Olvasással relaxáló férfi

A relaxáció a pszichológiában az az érzelmi állapot, amikor az adott élőlény megszabadult a feszültségektől, melyeknek forrása lehet a harag, a félelem, vagy a szorongás. Az Oxford szótár szerint a relaxáció az az állapot, amikor a test és az elme mentes a feszültségektől és a szorongástól. A kikapcsolódás az agy frontális lebenye számára egyfajta könnyű drogként szolgál, amikor is a hátsó cortex impulzusokat küld a frontális kérgen keresztül, amely nyugtató hatással bír. A kikapcsolódást el lehet érni meditációval, autogén tréninggel és progresszív izomelernyesztéses technikával. A pihenés javítja a szervezet mindennapi stresszel való megbirkózását. A stressz lehet az okozója több mentális és fizikai egészségügyi problémának, ezért a nyugalmi állapot elérése előnyös a szervezet egészségi állapotának javítása szempontjából. Amikor feszültek vagyunk, akkor a szimpatikus idegrendszer aktiválódik, ami az ősi időkből származó "küzdj, vagy menekülj" reakciót idéz elő a szervezetben, ami hosszú távon káros hatással van a szervezetre.

## Fordítás
- Ez a szócikk részben vagy egészben  a   Relaxation (psychology) című angol Wikipédia-szócikk ezen változatának fordításán alapul.  Az eredeti cikk szerkesztőit annak laptörténete sorolja fel. Ez a jelzés csupán a megfogalmazás eredetét és a szerzői jogokat jelzi, nem szolgál a cikkben szereplő információk forrásmegjelöléseként.